# Плясоватское сельское поселение
Плясоватское сельское поселение — муниципальное образование в Верхнехавском районе Воронежской области.
Административный центр — село Плясоватка.

## Административное деление
В состав поселения входят:
- село Плясоватка,
- село Архангельское,
- деревня Покровка.